# Polygala corifolia
Polygala corifolia är en jungfrulinsväxtart som beskrevs av José Jéronimo Triana och Planch.. Polygala corifolia ingår i släktet jungfrulinssläktet, och familjen jungfrulinsväxter. Inga underarter finns listade i Catalogue of Life.